# Nicolas Marroc
Nicolas Marroc (ur. 5 marca 1986 roku w La Roche-sur-Yon) – francuski kierowca wyścigowy.

## Kariera

### Formuła Renault
Nicolas karierę rozpoczął w 2004 roku, od startów w kartingu. W 2006 roku zadebiutował w serii wyścigów samochodów jednomiejscowych – Francuskiej Formule Renault Campus. Zdobyte punkty sklasyfikowały go na 9. miejscu. W kolejnym sezonie ścigał się we Francuskiej Formule Renault. Pomimo udziału we wszystkich wyścigach, Marroc nie zdobył jednak ani jednego punktu. Francuz zaliczył również gościnny występ w europejskim cyklu, jednak również bez powodzenia.
W sezonie 2008 wystartował w dziesięciu wyścigach Europejskiej Formuły Renault. Ponownie jednak w żadnym ze startów nie znalazł się w czołowej dziesiątce. Nicolas wziął udział również w zachodnioeuropejskiej edycji. Jedyny punkt odnotował za dziesiątą lokatę w pojedynczej rundzie w Le Mans. Dzięki niemu w klasyfikacji generalnej uplasował się na 27. pozycji.

### Formuła 3
W 2009 roku Marroc awansował do Niemieckiej Formuły 3. Francuz sześciokrotnie sięgał po punkt, najlepiej prezentując się w ostatniej rundzie sezonu, na torze w Oschersleben, gdzie zajął odpowiednio piątą i szóstą lokatę. Ostatecznie w klasyfikacji generalnej znalazł się na 12. miejscu. Nicolas wziął udział również w jednej rundzie (na belgijskim torze Spa-Francorchamps) brytyjskiego cyklu (w klasie narodowej). Nie będąc liczonym do klasyfikacji w pierwszym wyścigu dojechał na drugiej pozycji, natomiast w drugi nie dojechał do mety.
W roku 2010 nawiązał współpracę z włoską ekipą Prema Powerteam, na udział w Formule 3 Euroseries. Francuz trzykrotnie zmagania zakończył w punktowanej ósemce, z czego dwukrotnie na podium (w Walencji oraz Oschersleben). Zdobyte punkty sklasyfikowały go na 11. lokacie.

### 24h Le Mans
W sezonie 2011 Nicolas wystartował w najbardziej prestiżowym wyścigu długodystansowym – 24h Le Mans. Francuz reprezentował monakijską ekipę JMB Racing w kategorii GTE Am. Partnerując swoim rodakom – Manuelowi Rodriguesowi oraz Jean-Marcowi Menehemowi – zmagania zakończył na 27. miejscu w ogólnej klasyfikacji, natomiast czwartej w swojej klasie.

## Statystyki
| Sezon | Seria                                                                     | Zespół                 | Wyścigi | Zwycięstwa | PP | NO | Podium | Punkty | Pozycja |
| ----- | ------------------------------------------------------------------------- | ---------------------- | ------- | ---------- | -- | -- | ------ | ------ | ------- |
| 2006  | Francuska Formuła Renault Campus                                          | Formule Campus         | 13      | 0          | 0  | 0  | 1      | 44     | 9       |
| 2007  | Francuska Formuła Renault                                                 | TCS Racing             | 13      | 0          | 0  | 0  | 0      | 0      | NS      |
| 2007  | Francuska Formuła Renault                                                 | Pole Services          | 13      | 0          | 0  | 0  | 0      | 0      | NS      |
| 2007  | Europejska Formuła Renault                                                | TCS Racing             | 4       | 0          | 0  | 0  | 0      | N/A    | NS†     |
| 2008  | Europejska Formuła Renault                                                | TCS Racing             | 10      | 0          | 0  | 0  | 0      | 0      | 45      |
| 2008  | Zachodnioeuropejska Formuła Renault                                       | TCS Racing             | 7       | 0          | 0  | 0  | 0      | 1      | 27      |
| 2009  | Niemiecka Formuła 3                                                       | Racing Experience      | 18      | 0          | 0  | 0  | 0      | 14     | 12      |
| 2009  | Brytyjska Formuła 3 (klasa narodowa)                                      | Racing Experience      | 2       | 0          | 0  | 0  | 1      | N/A    | NS†     |
| 2010  | Formuła 3 Euroseries                                                      | Prema Powerteam        | 18      | 0          | 0  | 0  | 2      | 10     | 11      |
| 2010  | Włoska Formuła 3                                                          | Prema Powerteam        | 6       | 0          | 0  | 0  | 1      | 30     | 12      |
| 2010  | Brytyjska Formuła 3 - Invitational class                                  | Prema Powerteam        | 3       | 0          | 0  | 0  | 0      | 0      | NS      |
| 2010  | Masters of Formula 3                                                      | Prema Powerteam        | 1       | 0          | 0  | 0  | 0      | N/A    | 19      |
| 2011  | International GT Open                                                     | JMB Racing             | 10      | 2          | 1  | 1  | 3      | 76     | 21      |
| 2011  | International GT Open - GTS                                               | JMB Racing             | 6       | 0          | 0  | 0  | 0      | 6      | 28      |
| 2011  | International GT Open - Super GT                                          | JMB Racing             | 4       | 2          | 1  | 1  | 3      | 32     | 15      |
| 2011  | Le Mans Series - FLM                                                      | Hope Polevision Racing | 4       | 2          | 1  | 1  | 4      | 30     | 5       |
| 2011  | Le Mans Series - FLM                                                      | JMB Racing             | 4       | 2          | 1  | 1  | 4      | 30     | 5       |
| 2011  | Intercontinental Le Mans Cup - LM GTE Am                                  | 1                      | 0       | 0          | 0  | 0  | 0      | NS     |         |
| 2011  | 24h Le Mans - GTE Am                                                      | 1                      | 0       | 0          | 0  | 0  | N/A    | 4      |         |
| 2011  | Le Mans Series - LM GTE Pro                                               | Luxury Racing          | 1       | 0          | 0  |    | 0      | 0      | NS      |
| 2011  | FIA GT3 European Championship                                             | JMB Racing             | 0       | 0          | 0  | 0  | 0      | 0      | NS      |
| 2012  | European Le Mans Series - LMP2                                            | Sébastien Loeb Racing  | 2       | 0          | 0  | 0  | 1      | 30     | 6       |
| 2012  | French GT Championship                                                    | Sébastien Loeb Racing  | 1       | 0          | 0  | 0  | 0      | 0      | NS      |
| 2012  | Francuski Puchar Porsche Carrera                                          | Sébastien Loeb Racing  | 1       | 0          | 0  | 0  | 0      | 0      | NS      |
| 2013  | French GT Championship                                                    | Sébastien Loeb Racing  | 14      | 0          | 0  | 0  | 0      | 4      | 26      |
| 2013  | Blancpain Endurance Series - GT3 Pro-Am Cup                               | JMB Racing             | 1       | 0          | 0  | 0  | 0      | 0      | NS      |
| 2013  | V de V Michelin Endurance Series - Challenge Endurance GT/Tourisme V de V | JMB Racing             | 1       | 0          | 0  | 0  | 0      | 15     | 29      |
| 2014  | Blancpain Endurance Series - Pro-Am Cup                                   | Graff Racing           | 2       | 0          | 0  | 0  | 0      | 8      | 23      |
| 2014  | Francuski Puchar Porsche Carrera                                          | Sébastien Loeb Racing  | 13      | 0          | 0  | 0  | 1      | 76     | 11      |
| 2014  | Porsche Carrera Cup - 24H Le Mans Support Race - Class A                  | Sébastien Loeb Racing  | 1       | 0          | 0  | 0  | 0      | N/A    | NS      |

- † – Marroc nie był liczony do klasyfikacji.